# さよりなパラレル
『さよりなパラレル』は竹書房「コミックガンマ」に連載されていた竹本泉の漫画作品。少女が並行世界を漂流するという基本事項のもとで、なんでもありの舞台設定によるなんでもありの展開のSFである。並行世界の設定には、SFファン歴の長い竹本の嗜好が反映されており、アシモフやハインラインの作品の影響をうかがえる。
連載誌であるコミックガンマで創刊号から最終34号まで連載されていた唯一の作品（ただし1回だけ休載したので皆勤ではない）であり、ガンマ休刊となった34号でどうにか物語完結の体裁を取れた数少ない作品の1つでもある。なお、単行本で竹本が語るところでは、World21「頭上の支配者」第5回 のネーム制作中に「ガンマ休刊」の一報が入り、これを受けて内容を急遽変更して完結に持ち込んだものであったという。

## あらすじ
15歳の日本の女子学生、岡島さよりは静電気体質ではあるがごく普通の女の子、だったはずが冬の朝に雷に打たれ、地面と絶縁する靴を履いていた為かエネルギーが体内に蓄積される。それによりエネルギーが臨界に達すると別の平行世界に移動する体質になる。さよりが次々と飛ばされてゆく世界は中世ヨーロッパ風だったり、恐竜が生きていたり、ロボットの国だったり、世界が海の底に沈んでいたりとなんでもありの様相を呈していた。
さよりはそれぞれの世界で並行警察の現地監視員、真上シリーズを頼るが、さよりの世界は「中央世界」との接触がない世界で、帰還は困難を極める。そんな中、さよりは並行世界をまたにかける双子の女盗賊、マヤヤメルル、イリリエレレと出会う。さよりは自分の世界の手がかりを持つ二人を追いかける。
個々のエピソードについては後述する。

## 登場人物

### 並行世界間を移動する人物
岡島 さより（おかじま さより）
15歳。並行世界を漂流する。望んだ物品を別の並行世界から取り寄せることが出来る超能力が発現する。料理はあまり得意ではない。
マヤヤメルル、イリリエレレ
双子の女盗賊。
祖父が開発した、並行世界を自由に行き来できるマシンを使ってあちこちへ出没し、荒稼ぎする。一卵性の双子で見分けがつきにくい。マヤヤメルルは光り物が、イリリエレレは美術品が好き。さよりの世界を訪れたこともある。その際にゴジラとおぼしき怪獣の人形をもって帰っている。
アレックス
マヤヤメルル達が連れている執事型ロボット。執事型だけあって万能であり、何でもできる。
コロニゲゲルウ
比較歴史学者。イリリエレレとのロマンス担当。

### 個々の並行世界にいる人物
並行世界はそれぞれ異なる歴史を辿っているが、どの世界にも生まれてくる人物が存在する。これらの人物はさよりが訪れるどの世界でも同じような性格と役割をもつ。ただし、出てこないことや異なる役どころの場合もある。いずれも各世界で名字は共通。
真上（しんじょう）
並行警察の現地監視員。さよりを元の世界に帰すため行動する。さよりにとっては見知らぬ世界で出会える「知り合い」である。
真川（しんせん）
並行警察の現地監視員。真上があこがれている年上の女性。さよりに似ている。
冠島（かんむりじま）
どの世界でも指導的地位にいて、わはははと笑っている。
一の谷（いちのたに）
老科学者。どの世界でも科学者らしく好奇心旺盛で、さよりにおさんどをさせる。

## エピソード一覧
以下、舞台は全て日本である。しかし、気候、季節、地形、文化、風習は無節操に変化する。

### コミック1巻
World1「王様とわたし」
中世ヨーロッパ風の世界。
登校途中、さよりは突然雷に打たれる。次の瞬間、大臣を蹴りとばしクーデターを阻止してしまい、王様に魔法使いとして持ち上げられる。
並行警察の真上と出会う。
World2「かたいたまご」
ロボットが支配し、人間は隠れ住む世界。
World3「蜃気楼の砂」
アラビア風の砂漠の国。
World4「INTERMISSION（中休み）」
一面タンポポ畑の世界。
World5「帝国と盗賊」全2回
大英帝国。
双子の女盗賊、マヤヤメルル、イリリエレレが初登場する。さよりはマヤヤメルルに、自分の世界への手がかりを見出す。
World6「神の大きな口」
恐竜を神としてあがめるエジプト風の世界。
さよりの超能力が初めて発現する。

### コミック2巻
World7「ゲームプレーヤー」
全世界が海に沈み、巨大イカと人類が戦争している世界。
World8「アウトドアライフ」
文明が滅び遺跡だらけになった世界。
偶然他の世界から訪れていた一の谷博士と生活を共にする。
World9「とかげのしっぽ」
トカゲ形異星人サールスに侵略された世界。
World10「スノウマン」
吹雪の中、突然小屋が現れる。さよりの力が大々的に発現するようになる。
World11「仔猫の気持ち」
さよりは「結婚したくない」と悩む女の子の相談に乗る。
World12「小鬼の森」
「アウトドアライフ」のように一の谷先生登場。
この世界は中央世界と接触がなく真上は監視員でない。真上は真川とは別の女性に恋心を抱く。

### コミック3巻
World13「女神の午睡」
古代ギリシャ風の世界。
さよりは彫刻家ハリウスのモデルになる。
幕間「老人とコーヒー」
マヤヤメルル、イリリエレレの日常。彼女達がどうやって平行世界移動をしているかが明かされる。
World14「塔のある空」全4回
2人の政治家が争っていて、大きな塔が建設されていた。
World15「広い空間」
個人に所有された地球。
ある文明では、市民一人一人が無人の並行世界を所有していた。
World16「てるてるぼうず」
ひたすら降り続く雨。暇で仕方がない彼女の横には何故かカラオケ機器が。雨宿りにやってきたマヤヤメルル達と共にカラオケ大会に興ずるのであった。
World17「宮廷魔法使い」全2回
突然空中に現れた事により「魔法使い」とされたさより。わがまま皇女さまに振り回される日々が続く。真上の先輩である真川留琴（しんせん・るーこと）が登場する。

### コミック4巻
World18「羊の雲」
山の国。
さよりは羊飼いの少年としばらく過ごす。真上は登場しない。
World19「半分ずらし・半分もどし」全2回
三つ編みで教養、政治信条を表す世界。さよりのように三つ編みを二つに分けるのは無政府主義論者とのこと。
並行世界移動技術の実験にまきこまれ、さよりは、人や物に触れないし、見られることもない状態になる。
World20「若隠居」
新しく移動してきた世界は家の中。そこに住む海深度森林山野によると、数日後に迫った終身統領への着任の儀式までその屋敷に閉じこもっていなければならないらしい。そんな彼の命を狙ってやってくる刺客を撃退しながら、さよりは「上に立つ者だって料理ぐらいしなさい！」と料理を仕込む。
幕間「オークション」
ある闇のオークション会場で、比較歴史学者のコロニゲゲルウはイリリエレレと出会う。
World21「頭上の支配者」全5回
善意にあふれた人々に支配された世界。
異星から来た共生生物「善意の支配者」をめぐる騒動の後、ついに、さよりはマヤヤメルル、イリリエレレを追い詰め、自分の世界への情報を得る。
World22「さよりなパラレル」
一年以上の漂流を経て自分の世界に帰還したさよりは、自身の体験を基に小説を書き、賞を取る（元の世界では、さよりは雷の直撃で落命していた事になっていたらしい）。また、新たに中央世界と接触したさよりの世界の監視員には、真上でなくさよりが選ばれる。

## 書籍一覧
竹書房《BAMBOO COMICS》
- 『さよりなパラレル1』ISBN 978-4-8847-5656-7、1993/06
- 『さよりなパラレル2』ISBN 978-4-8847-5728-1、1994/07
- 『さよりなパラレル3』ISBN 978-4-8847-5822-6、1995/07
- 『さよりなパラレル4』ISBN 978-4-8124-5059-8、1996/07

角川書店《角川コミックスドラゴンJr.》
- 『さよりなパラレル1』ISBN 978-4-0471-2219-2、2000/03
- 『さよりなパラレル2』ISBN 978-4-0471-2227-7、2000/03
- 『さよりなパラレル3』ISBN 978-4-0471-2230-7、2000/05
- 『さよりなパラレル4』ISBN 978-4-0471-2233-8、2000/06

### 外伝
- 工藤治著『さよりなパラレル外伝 マヤヤイリリぱにっく』竹書房《竹書房ガンマ文庫》 上巻 ISBN 4-8124-0253-0、下巻 ISBN 4-8124-0276-X
双子の盗賊、マヤヤメルルとイリリエレレを主人公とした外伝小説。装丁・中口絵を原作者・竹本泉が担当している。